# Paul Heyse
Paul Johann Ludwig von Heyse (n. 15 martie 1830, Berlin - d. 2 aprilie 1914, München) a fost un scriitor german, laureat al Premiului Nobel pentru Literatură în anul 1910. Heyse  și-a asigurat un loc bine definit în istoria literaturii datorită contribuției aduse, atât practic cât și teoretic, la evoluția nuvelei.

## Motivația juriului Nobel
"ca omagiu pentru desăvârșita sa artă, pătrunsă de concepția idealistă, realizată pe parcursul unei lungi și importante, activități ca poet liric, scriitor dramatic, romancier și autor al unor nuvele de renume mondial". 

## Biografie
Heyse, născut în anul 1830 la Berlin, a fost fiul lui Julie (n. Salomon), din familia Felix Mendelssohn și a profesorului universitar Karl Wilhelm Ludwig Heyse. Paul Heyse s-a format într-un climat intelectual în care cultul pentru antichitate se îmbină cu admirația față de clasicismul german. După încheierea studiilor universitare la Berlin și Bonn (1848), unde audiase cursurile renumitului profesor Diez și-și dăduse doctoratul cu o teză despre aspectele poeziei provensale, este introdus în cercul literar berlinez "Tunnel über der Spree" (Tunelul peste Spree) și se împrietenește cu poetul Emanuel Geibel. 
În aceeași perioadă ia contact cu Jakob Burckhardt (1818 - 1897), a cărui viziune despre Renaștere îi influențează hotărâtor concepția despre artă. Din timpul primei sale călătorii în Italia (1852-1853) datează și relațiile de strânsă amiciție cu pictorul Arnold Böcklin. Debutează cu lucrări dramatice, versuri și povestiri. 
În anul 1854 se stabilește în capitala Bavariei, frecventează cenaclul literar "Die Münchner Schule", în cadrul căreia se practică un gen de neoclasicism: promovarea cultului frumosului, aprecierea formei poetice realizate, a farmecului estetic al unui creații închegate sub raport arhitectonic - reacție cu precădere subiectivă față de eșecul revoluției de la 1848 - corespundeau concepțiilor tânărului scriitor. 
Natură poetică polivalentă - a ilustrat genul liric, drama, nuvela, romanul - și de o fertilitate prodigioasă - a scris peste 160 de opere - Heyse s-a situat în fruntea scriitorilor münchenezi. Considerat de Gottfried Keller după apariția primului său volum de nuvele (1855), ce conținea piesa L'Anabiata (Sălbatica), drept "cel mai valoros tânăr scriitor german". Heyse atinge punctul culminant al gloriei sale în 1880. 
O nestăpânită plăcere de a fabula l-a determinat să scrie, dar forța generatoare a operei sale este ochiul de artist însetat de culori și forme. Asemenea sculptorului, Heyse își conturează personajele distanțându-se spațial de ele. Imaginația sa operează cu situații pitorești, ele sunt punctul său de plecare. Nefiind conceput liric, orice moment psihologic se oglindește în mimică, prinde viață într-un gest. 
Întregul flux al vieții interioare devine o stare palpabilă, este reflectat într-o situație plastică. Pe de altă parte, Heyse este un cerebral. Redând doar ceea ce îi încântă ochiul și-i înflăcărează imaginația, el scrie mult mai ușor decât dacă ar fi cristalizat și potențat dureroase și adânci trăiri personale. Natura umană îl pasionează, ea este în ultimă instanță izvorul poeziei și ultimul ei cuvânt, visul și profesiunea sa de credință. 
Cel care păstrase cu demnitate integritatea spirituală, luase poziție critică împotriva religiei, a mărginirii aristocrației și suficienței burgheziei germane, cel care combătuse teoria lui Nietzsche despre supraom, cunoaște din plin succesul :conferirea în 1910 a Premiului Nobel pentru literatură încununa o prolifică activitate literară, apreciată și dincolo de granițele Germaniei.

## Opera
- Franziska von Rimini (Francesca de Rimini) (1850)
- Spanisches Liederbuch (Cartea cântecelor spaniole) (1852)
- Novellon (Nuvele) (1855)
- Vier neue Novellon (Patru nuvele noi) (1859)
- Die Sabinerinnen (Sabinele) (1859)
- Ludwig der Bayer (Ludovic Bavarezul) (1862)
- Andreea Delfin (1862)
- Neue Novellon(Nulele inedite) (1864)
- Ein neues Novellenbuch(O nouă culegere de nuvele) (1871)
- Gedichte(Poezii) (1872)
- Kinder der Welt(Copiii lumii) (1873)
- Das Ding au sich  (Lucrul în sine) (1879)
- Verse aus Italien (Versuri din Italia) (1889)
- Das Buch der Freudschaft(Cartea prieteniei) (1883)
- Neuer deutscher Novellenschatz (Nou florilegiu al nuvelelor germane) (1884 - 1898)
- Italienische Dichter seit der Mitte des 18, Jabrhunderts (Poeți italieni începând de la începutul sec. al XVIII-lea) (1889-1905)
- Merlin (1892)
- Melusine(1895)
- Victoria Regia (1906)
- Gegen den Strom (Împotriva cursului)
- Die Geburt der Venus(Nașterea zeiței) (1909)
- Letzte Novellen (1914)